# Giuseppe Besozzi
Giuseppe Besozzi (* 1686 in Mailand; † 22. Dezember 1760 in Neapel) war ein italienischer Oboist.

## Leben
Besozzi kam mit seinem Vater, dem Oboisten und Fagottisten, Cristoforo Besozzi nach Parma, wo er zwischen 1711 und 1728 als Oboist Mitglied der herzoglichen Guardia Irlandese wurde. Danach wurde er zum virtuoso suonatore di oboe am Hof des Fürsten ernannt. 1735 wurde an den Hof des Königs von Neapel berufen, wo er bis 1738 wirkte. Auf Grund einer sich entwickelnden Blindheit, widmete er sich danach der Lehrtätigkeit.
Die Familie Besozzi brachte im 18. Jahrhundert mehrere bedeutende Oboisten hervor, die in Turin, Neapel, London, Paris und Dresden wirkten. Zu nennen sind Giuseppes Brüder Alessandro Besozzi und Paolo Girolamo Besozzi (in Turin) und seine Söhne Antonio (Neapel) und Gaetano Besozzi (Paris und London). Antonio Besozzis Sohn Carlo wirkte in Dresden, Gaetanos Sohn Girolamo Besozzi (der Großvater des Komponisten Louis Désiré Besozzi) in Paris.